# 게이오 전철 8000계 전동차
게이오 전철 8000계 전동차(일본어: 京王8000系電車)는 1992년에 도입되기 시작한 게이오 전철의 직류 통근형 전동차이다.

## 역사

### 도입 배경
게이오 전철은 당시 노후화가 점차 진행되어가던 5000계와 6000계를 대체하기 위한 차량을 개발한다. 그리하여 탄생한 차량이 바로 8000계로, 경량 스테인레스 차체에 게이오전철 최초로 VVVF제어를 채택하였다. 1992년부터 도큐 차량에서 생산에 들어가, 1999년에 생산이 종료될 때까지 총 244량이 생산되었다. 이 가운데 4량과 6량 편성의 경우 1994년까지 생산되었고, 그 뒤에 생산된 차량들은 8량 편성으로 이루어져 있다. (이러한 차량들은 대개 8020계 혹은 20번대라고 부른다. 여기서는 이하 20번대로 표기)

### 투입 이후와 현재
8000계는 실전 투입 이후, 1992년 다이어 개정 당시까지 6000계가 담당하고 있던 본선 특급의 자리를 한번에 꿰차게 되었고, 곧 타카오 선 급행과 사가미하라 선 특급에도 그 모습을 드러내게 되었다. 그리고 그 뒤를 이어, 20번대가 5000계와 6000계 초기 차량들을 대체하기 위하여 등장하였다. 하지만 평일 출퇴근 시간대에는 10량 편성 열차의 운용을 기본으로 하고 있기 때문에, 8량 편성인 20번대는 대개 해당 시간대를 피해서 운용된다.
8000계는 현재 게이오 본선 계통에서 주로 특급이나 준특급 열차로써 사용되고 있고, 10량 편성의 경우 기본적으로 2007년 11월부터 게이오 하치오지 쪽이 4량, 신주쿠 쪽이 6량으로 편성된다. 다만, 8000계는 타 형식의 차량과는 병결할 수 없기 때문에, 항상 독자적으로 운용되었다.
한 때 20번대에 2량의 증결차를 투입하여 10량화하는 방안이 계획되기도 하였었지만, 실제로 추진되지는 못한 채 결국 중지되고 말았다.

### 타 노선과의 직결
8000계는 도쿄도 교통국 신주쿠 선과의 직결 운행을 고려해 차체폭을 2,800 mm로 했지만, 당시 신주쿠 선의 보안 기기에 유도 장해가 생기는 문제가 발생하여, 직결 운행에는 투입되지 못하고 게이오 전철 내에서만 운용되게 되었다.

### 없어진 운행 계통
과거에 존재했던 토요일/휴일 시즌 다이어(4월~6월, 9월~11월)에서는 다카하타후도 역에서 게이오 하치오지행과 다카오 산구치행 특급을 분할/병결하였었고, 다카오 산구치행과 다마 동물공원행 급행을 병결하여 운행하기도 하였었으나, 2006년 9월 1일의 다이어 개정을 시즌 다이어가 폐지되었기 때문에, 더 이상의 병합운행은 하지 않고 있다.
2001년 3월 다이어 개정 이전에는 사가미하라 선 특급에 20번대가 투입되기도 하였었으나, 다이어 개정시에 해당 열차가 없어지면서 쾌속과 토요일/공휴일 급행으로 그 자리를 옮겼다.
아울러 예전에는 6량 편성이 단독으로 보통(완행)으로 운행하거나, 4량+4량 편성으로 운행되는 경우도 있었지만, 역시 현재는 사라졌다.

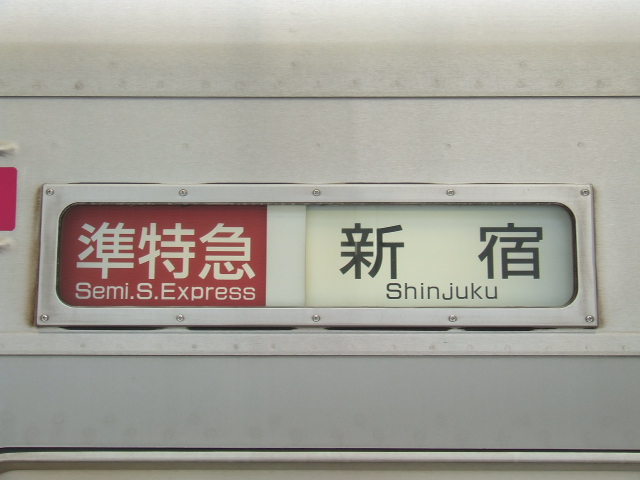
롤지회전식 행선지 표시기
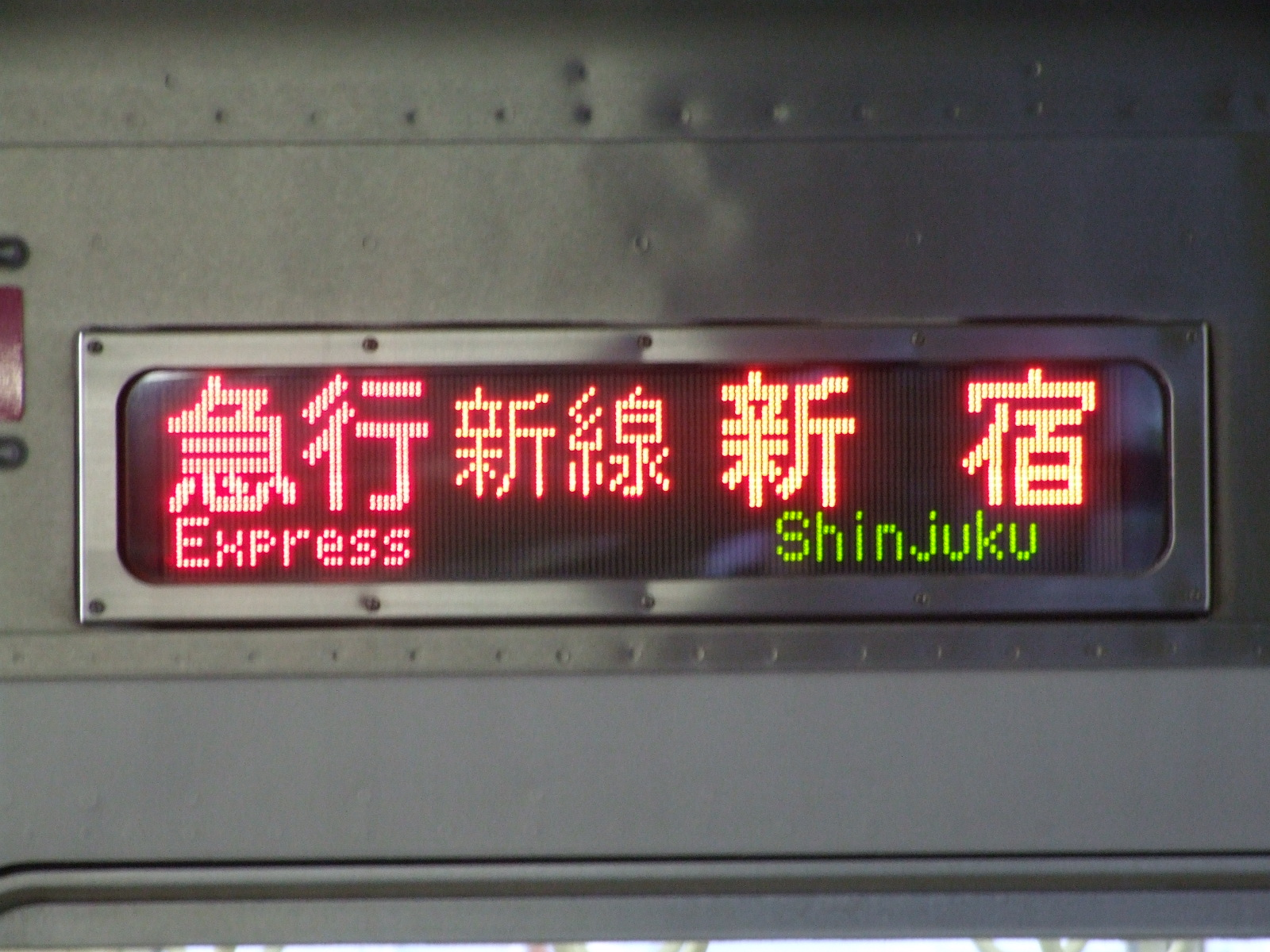
LED 행선지 표시기
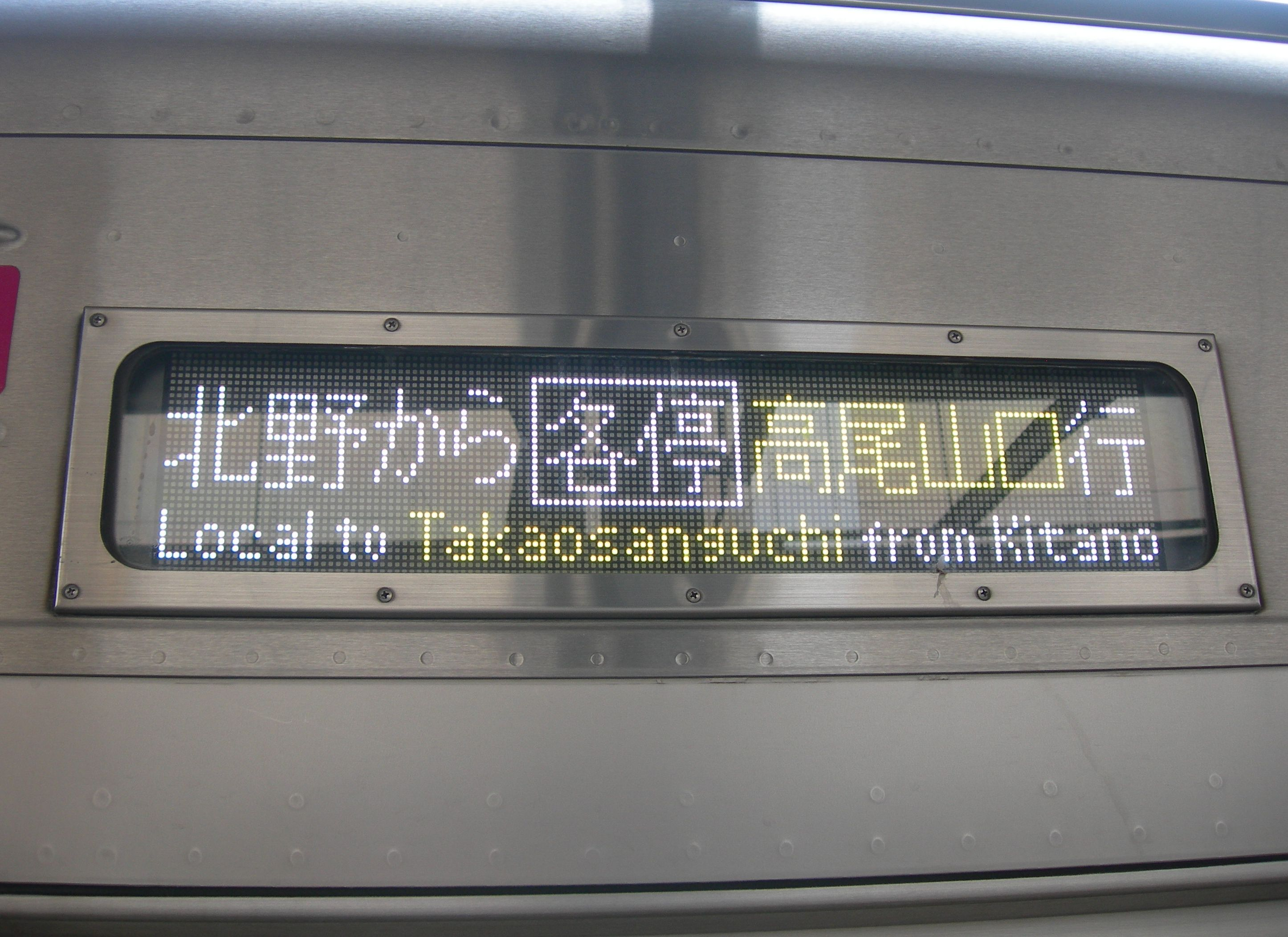
신형 풀컬러 LED 행선지 표시기

20번대 차량들의 경우, 기존의 8000계에 비하여 외형상의 큰 차이는 없으나, 기존 차량들이 롤지회전식의 행선지 및 종별 표시기를 사용하던 것과는 달리, LED식 기기를 채용하였다. 때문에 당시에는 이러한 특징을 통해 차량을 구분할 수 있었으나, 최근에는 그 이전에 도입된 차량들도 점차 LED식으로 교체를 진행하고 있기 때문에, 그러한 구분법이 소용없게 되었다.

## 기술적 측면

### 차체
8000계의 디자인은 전체적으로 둥근 모양을 띠고 있는데, 이것은 8000계가 대체하게 될 5000계의 이미지를 답습한 것으로, 기존의 게이오전철 차량들과는 전혀 다른 새로운 색을 보여주고 있다. 8000계의 이 진분홍색의 띠는 이후 CI컬러로 굳어지게 되었으며, 6000계를 비롯한 다른 차량들도 후에 이 색으로 재도장하게 된다.
기본적으로 차체의 재질은 JR 205계와 비슷한 스타일의 스테인레스 차체를 사용하고 있는데, 전면부의 경우는 강철로 이루어져 있다. 이러한 세련된 디자인이 높게 평가되어, 1992년 10월 1일 「디자인의 날」을 맞아,  통상산업성(현 경제산업성)으로부터 '굿 디자인 상품'(Good Design Award)에 선정되기도 하였다.

### 동력부
8000계의 전동기는 150kW급 3상 유도전동기로 8기가 탑재되어 있으며, 이는 히타치제의 VVVF-GTO 후기형으로 제어된다. 이 기기는 세이부 6000계나 도큐 2000계, 토부 100계에서 사용중인 것과 같은 동일한 모델이다.

### 주행부
대차는 6000계나 7000계와 같은 계열의 페데스탈식 축스프링 + 차체 직결(다이렉트 마운트) 공기 용수철 대차인 TS-823A/TS-824 대차를 사용하고 있다. 다만, 마지막 증비차량은 32/33편성의 경우 볼스터리스 대차(TS-1017/TS-1018)를 사용하고 있다.

## 실내

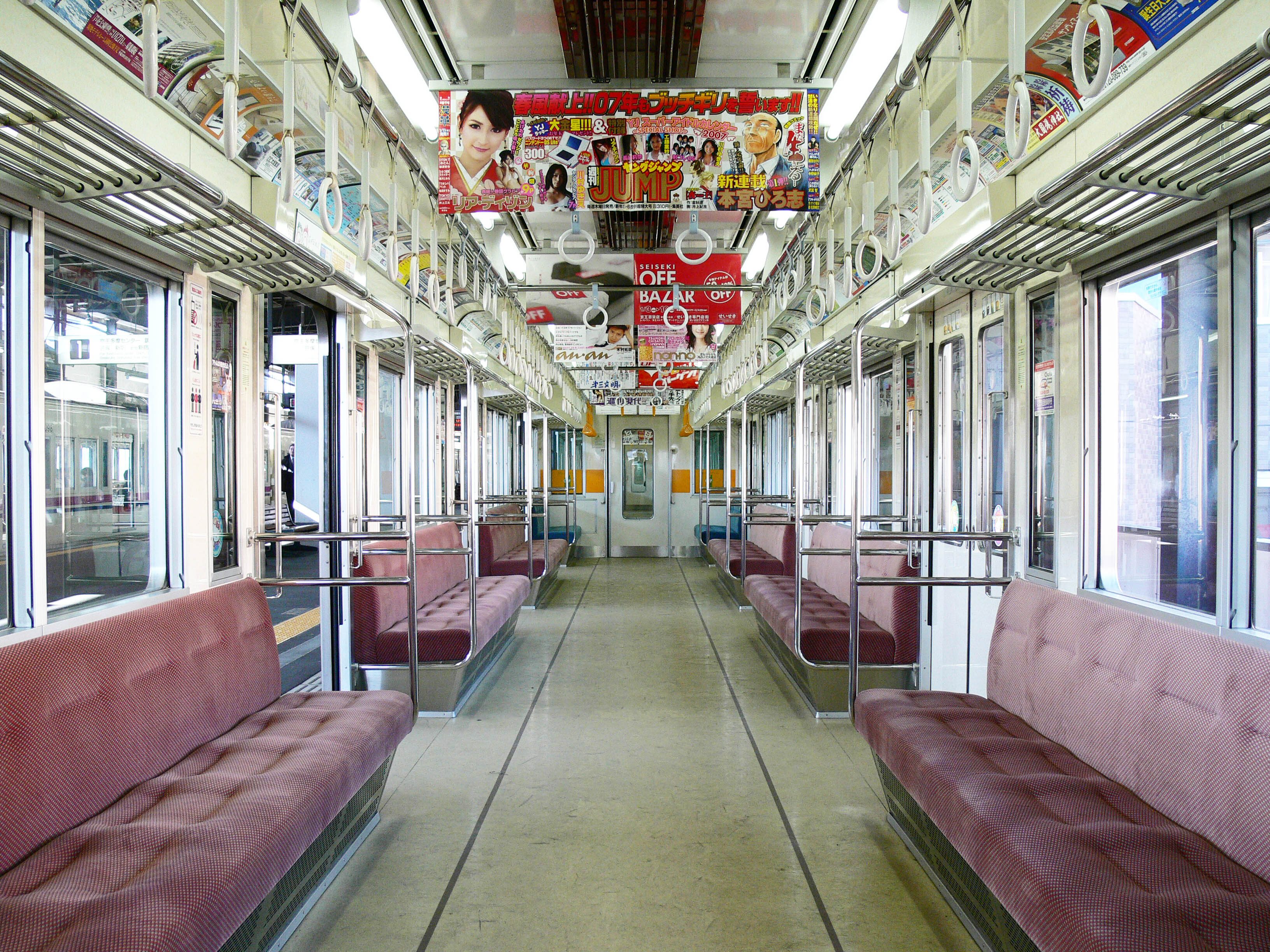
8000계의 실내 (개조 전)

8000계의 실내는 일반적인 통근형 전동차의 구성으로, 일반석은 7명, 우선석(노약자석)은 4명 정원의 모켓 롱시트로 이루어져 있고, 좌석의 끝부분은 6000계, 7000계 등과 같이 파이프를 통해 구분토록 되어있다. 손잡이같은 경우 6량 및 8량 편성은 차량의 끝부분을 제외하고는 백색 손잡이를, 4량 편성의 경우 일반석/우선석 등 위치에 따라 연두색, 노란색 등의 손잡이를 함께 사용하고 있다. 또한 일부 차량에는 휠체어 대응 공간이 설치되어 있다.
2001년에서 2003년에 걸쳐 7000계, 9000계 등과 동일한 도어 차임 및 3색식 차내 LED 안내기를 설치하였고,
표시 내용은 정차역, 출입문 방향, 환승 안내, 게이오 전철 소식, 운행 정보(사고, 지연 등) 등이며, 이와 같은 정보는 운전실 한편에 설치된 안테나를 통해서 수신하여 표시하게 된다.
차내 냉방장치의 경우 JR 201계에 설치된 것과 동일한 미츠비시 전기의 「라인데리아」 보조 송풍기를 채용하여 냉방 효율을 증대시켰고,
객실간 통로문의 경우 제 6편성까지는 7000계와 동일한 것을 사용했었지만, 제 7편성부터는 9000계와 동일한 것으로 교체되었다. 아울러 제 22편성까지는 통로문의 유리가 옅은 갈색을 띠고 있었지만, 제 23편성부터는 무색의 투명한 유리로 교체되었다.

## 운용 노선
- 게이오 전철 본선
- 게이오 전철 사가미하라 선
- 게이오 전철 타카오 선

## 같이 보기
- (일본어) 일본 차량제조의 8000계 소개
- (일본어) 8000계 편성표